# Magic Bubble
Magic Bubble est un jeu vidéo de puzzle sorti en 1993 sur Mega Drive. Le jeu a été développé et édité par C&E.
Il est le seul jeu de C&E disponible en anglais.